# Mark Canterbury
Mark Canterbury (16 de marzo de 1964) es un luchador profesional estadounidense, más conocido por su paso por la World Wrestling Federation bajo el nombre en el ring de Henry O. Godwinn.

## Carrera
Canterbury fue entrenado por George South y The Italian Stallion antes de debutar en 1989 con el nombre en el ring de "Mean" Mark Canterbury. Rápidamente formó un equipo con Dennis Knight, que se encontraba en ese momento luchando como Tex Slazenger. En la actualidad trabaja para la OCW, o NEWOCW (Ohio Championship Wrestling, ubicado en Ashland, Kentucky.
En octubre de 1992, el dúo comenzó a luchar para World World Championship Wrestling, con Canterbury adoptando el nombre de Shanghai Pierce. Dusty Rhodes sugirió que Canterbury usara una máscara, porque podría hacerlo ver demasiado agradable para el equipo heel. Los dos no tuvieron un nombre de equipo. Se quedaron con la promoción hasta el año 1994.

## Campeonatos y logros
- Pro Wrestling Illustrated
  - Situado en el puesto #106 de los PWI 500 en 1996

- Wrestling Observer Newsletter
  - Worst Tag Team (1996, 1997) con Phineas I. Godwinn

- World Wrestling Federation
  - WWF Tag Team Championship (2 veces) – con Phineas I. Godwinn
  - Slammy Award (1 vez)
    - Most Smelliest (1994) –  Tied con Duke Droese